# ناوتو ساوای
ناوتو ساوای (انگلیسی: Naoto Sawai؛ زادهٔ ۳ آوریل ۱۹۹۵) بازیکن فوتبال اهل ژاپن است.
از باشگاه‌هایی که در آن بازی کرده‌است می‌توان به باشگاه فوتبال توکیو وردی اشاره کرد.